# 布吕什
布吕什（法語：Bruch，法語發音：[bʁyʃ]）是法国洛特-加龙省的一个市镇，属于内拉克区。

## 地理
布吕什（44°12'19"N, 0°24'42"E）面积15.89 平方千米，位于法国新阿基坦大区洛特-加龍省，该省份为法国西南部内陆省份，北起多爾多涅省，西接吉倫特省和朗德省，南至热尔省，东临塔恩-加龙省和洛特省。
与布吕什接壤的市镇（或旧市镇、城区）包括：埃斯皮安、弗加罗勒、孟德斯鸠、圣洛朗。

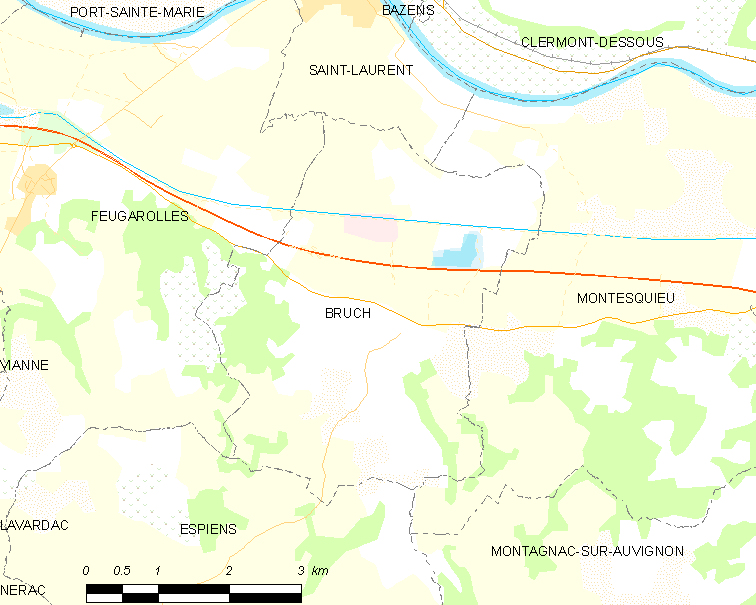
布吕什的OSM定位图

布吕什的时区为UTC+01:00、UTC+02:00（夏令时）。

## 行政
布吕什的邮政编码为47130，INSEE市镇编码为47041。

## 政治
布吕什所属的省级选区为拉瓦达克县。

## 人口

1962-2008年间布吕什人口变化图示

布吕什于2022年1月1日时的人口数量为692人。